# NGC 4169
NGC 4169 (również UGC 7202, HCG 61A lub PGC 38892) – galaktyka soczewkowata (S0), znajdująca się w gwiazdozbiorze Warkocza Bereniki. Odkrył ją William Herschel 11 kwietnia 1785 roku. Wraz z NGC 4173, NGC 4174 i NGC 4175 wchodzi w skład zwartej grupy galaktyk Hickson 61 (HCG 61) w katalogu Paula Hicksona. NGC 4169 jest galaktyką Seyferta typu 2.